# Маної
Маної (пом. 1821) — п'ятий володар королівства Тямпасак.
Був племінником короля Саякумане. 1811 року після смерті короля Фай На сіамський правитель Рама I призначив новим королем Тямпасаку Но Муонга. Втім його правління виявилось украй нетривалим — уже за три дні після інтронізації він помер. Після того настав період міжцарства. 1813 року новим королем став Маної.
1820 року на півдні його володінь спалахнуло повстання, з яким король не зміг упоратись і втік до Бангкоку, де й помер наступного року.